# Marquesado de Fuster
El marquesado de Fuster es un título nobiliario español creado por el rey Juan Carlos I a favor del cardiólogo catalán Valentí Fuster Carulla, doctor en Medicina y Cirugía y director general del Centro Nacional de Investigaciones Cardiovasculares, en Madrid.

## Denominación
La denominación de la dignidad nobiliaria refiere al apellido paterno del concesionario.

## Carta de otorgamiento
«El destacado y constante trabajo en investigación cardiovascular y la meritoria labor docente de don Valentín Fuster Carulla, merecen un reconocimiento especial, por lo que, queriendo demostrarle mi Real aprecio,
Vengo en otorgarle el título de Marqués de Fuster, para sí y sus sucesores, de acuerdo con la legislación nobiliaria española.
Dado en Madrid, el 13 de mayo de 2014.
JUAN CARLOS R.»
Real Decreto 352/2014, de 13 de mayo. Publicado en el BOE núm. 117, el 14 de mayo de 2014, pág. 3778.

## Marqueses de Fuster
|                            | Titular                    | Periodo                    |
| Creación por Juan Carlos I | Creación por Juan Carlos I | Creación por Juan Carlos I |
| -------------------------- | -------------------------- | -------------------------- |
| I                          | Valentín Fuster Carulla    | 2014-actual titular        |

## Historia de los marqueses de Fuster
- Valentín Fuster Carulla (1943-), i marqués de Fuster, doctor en Medicina y Cirugía y cardiólogo.[3]

Actual marqués de Fuster